# Aeroportul Regional Bemidji
Aeroportul Regional Bemidji (IATA: BJI, ICAO: KBJI, FAA LID: BJI) este un aeroport din Comitatul Beltrami, Minnesota, Minnesota, Statele Unite ale Americii ce deservește zona Bemidji. Aeroportul a fost tranzitat în 2019 de 61.772 de pasageri. A fost deschis în 1932 și numit după zona deservită.
Situat la o altitudine de 424 m, aeroportul dispune de 2 piste.

## Infrastructură

### Piste
Aeroportul dispune de 2 piste. Pista 07/25 are suprafața de asfalt și dimensiunile 5.700 picioare × 150 picioare. Pista 13/31 are suprafața de asfalt și dimensiunile 7.004 picioare × 150 picioare. 